# Ramapuram (Kanyakumari)
Ramapuram is een census town in het district Chennai van de Indiase staat Tamil Nadu.

## Demografie
Volgens de Indiase volkstelling van 2001 wonen er 30.251 mensen in Ramapuram, waarvan 47% mannelijk en 53% vrouwelijk is. De plaats heeft een alfabetiseringsgraad van 71%. 